# San Marino-jinja
San Marino-jinja (サンマリノ神社) är en shintohelgedom (jinja) belägen på bondgården Podere Lesignano i Serravalle i republiken San Marino.
Den 5 juni 2018 gav Republiken San Marino ut två frimärken med valören två euro dedikerade till San Marino-jinja.

## Historia
Projektet för San Marinos helgedom instigerades av professor Hideaki Kase (kusin till Yoko Ono), ordförande för föreningen JSFS (Japan San Marino Friendship Society) och professor Manlio Cadelo, ambassadör för Republiken San Marino i Japan. Avsikten var att belysa shintoismens pacifistiska filosofi och att fira minnet av de 29 000 offren för jordbävningen och tsunamin i Tōhoku som drabbade Japan 2011.
San Marino-jinja invigdes den 21 juni 2014 i närvaro av 150 personligheter inklusive presidenten för shintoförbundet och Yoko Kishi, mor till Japans dåvarande premiärminister Shinzō Abe och dotter till premiärminister Nobusuke Kishi.
Den är den första shinto-helgedomen i Europa som har blivit officiellt erkänd av shintoförbundet (Jinja Honchō), medan Yamakage Shinto Holland Saigu i Nederländerna skapades privat 1981, och är en kamidana (ett shintoistiskt hushållaltare).
Sedan 2019 kan äktenskap som erkänts av civilståndskontoret i Republiken San Marino ingås här, vilka är giltiga över hela världen.

## Arkitektur
San Marino-jinja består av ett litet monument på en 2,5 meter bred kvadratisk bas och är tillverkad i cederträ i Japan. Det finns också en torii (portal) och en tōrō (stenlykta).
Monumentet är gjort i samma arkitekturstil som Ise-jingū, en av Japans viktigaste helgedomar, vars historia går tillbaks till 700-talet.
Delar av San Marino-jinja tillverkades med trä från Ise-jingū. Helgedomen byggdes i Japan, nedmonterades sedan, och transporterades sjövägen till San Marino där den återuppfördes av japanska hantverkare på en bas gjord av San Marinos typiska sandsten.

## Kami
San Marino-jinja är helgad åt Amaterasu som associeras med solen, den första källan till liv på jorden.

## Väktare

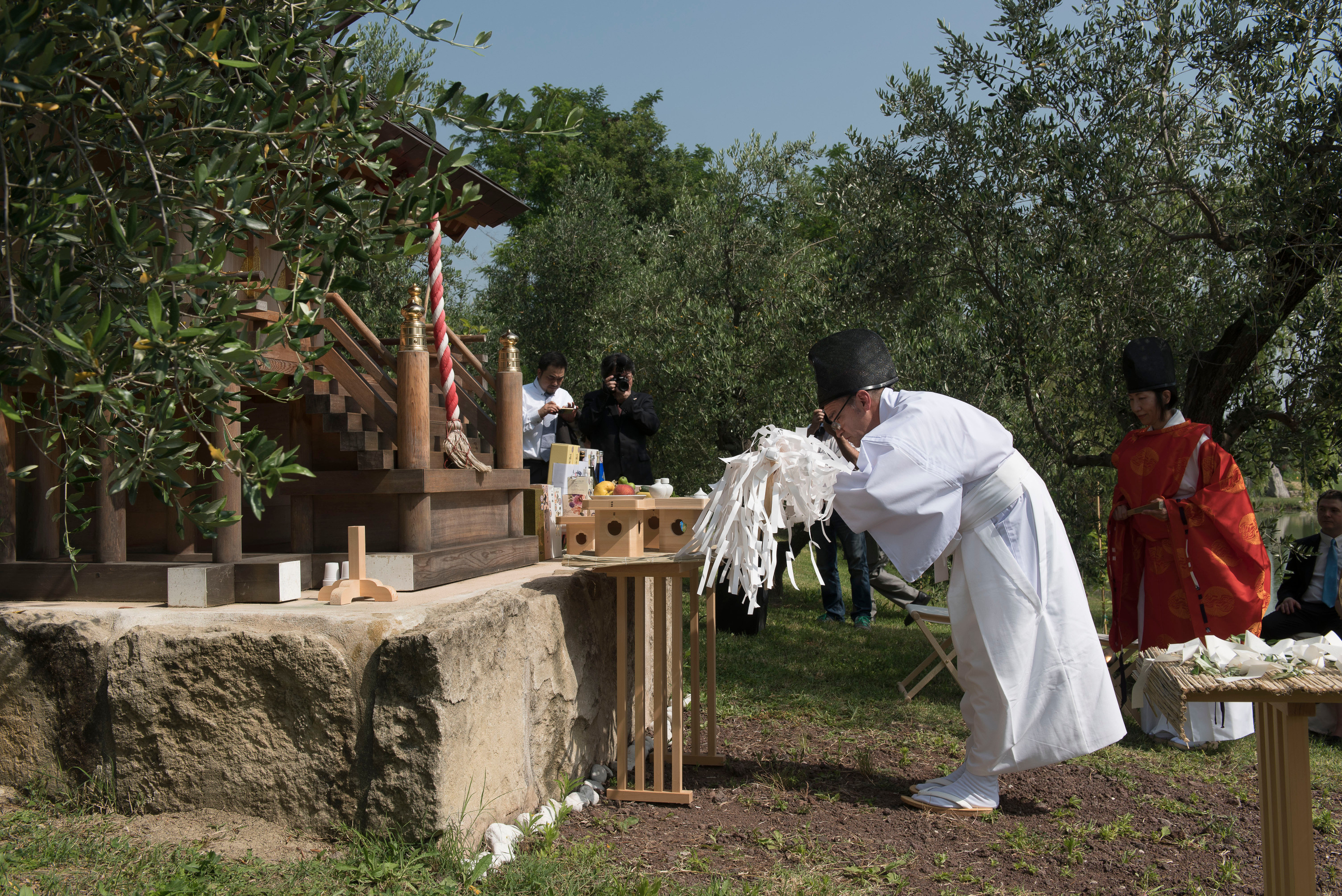
Gūji Francesco Brigante under en ceremoni vid San Marino-jinja i december 2016.

Väktaren av europas första shinto-helgedom är gūji (shintoprästen) Francesco Brigante. Brigante är en lokal hotellägare, och tränade vid Yudonosan-jinja i Yamagata prefektur innan han blev officiellt utnämnd till präst av shintoförbundet 2013.